# Canton de Val de Nouère
Pour les articles homonymes, voir Nouère (homonymie).
Le canton de Val de Nouère est une circonscription électorale française du département de la Charente créée par le décret du 20 février 2014 et entrée en vigueur lors des élections départementales de 2015.

## Histoire
Un nouveau découpage territorial de la Charente entre en vigueur en mars 2015, défini par le décret du 20 février 2014, en application des lois du 17 mai 2013 (loi organique 2013-402 et loi 2013-403). Les conseillers départementaux sont, à compter de ces élections, élus au scrutin majoritaire binominal mixte. Les électeurs de chaque canton élisent au Conseil départemental, nouvelle appellation du Conseil général, deux membres de sexe différent, qui se présentent en binôme de candidats. Les conseillers départementaux sont élus pour 6 ans au scrutin binominal majoritaire à deux tours, l'accès au second tour nécessitant 12,5 % des inscrits au 1er tour. En outre la totalité des conseillers départementaux est renouvelée. Ce nouveau mode de scrutin nécessite un redécoupage des cantons dont le nombre est divisé par deux avec arrondi à l'unité impaire supérieure si ce nombre n'est pas entier impair, assorti de conditions de seuils minimaux. Dans la Charente, le nombre de cantons passe ainsi de 35 à 19. Le nouveau canton de Val de Nouère est formé de communes des anciens cantons de Rouillac et d'Hiersac.

## Représentation
| Période élective | Période élective | Mandat | Mandat   | Identité                   | Nuance | Nuance | Qualité |
| ---------------- | ---------------- | ------ | -------- | -------------------------- | ------ | ------ | --- |
| 2015             | 2021             | 2015   | 2021     | Marie-Henriette Beaugendre |        | UDI    | Consultante en aménagement Maire de Saint-Saturnin (depuis 2020) |
| 2015             | 2021             | 2015   | 2021     | François Bonneau           |        | DVD    | Pharmacien Sénateur UC de la Charente (depuis 2020) Conseiller municipal de Rouillac (depuis 1983) Ancien président du conseil départemental (2015-2020) Ancien conseiller général du canton de Rouillac (2001-2015) |
| 2021             | 2028             | 2021   | en cours | Marie Henriette Beaugendre |        | UDI    | Conseillère sortante |
| 2021             | 2028             | 2021   | en cours | François Bonneau           |        | DVC    | Conseiller sortant |

### Résultats détaillés

#### Élections de mars 2015
À l'issue du 1er tour des élections départementales de 2015, deux binômes sont en ballottage : Marie Henriette Beaugendre et François Bonneau (Union de la Droite, 38,67 %) et Anne-Marie Bernazeau et Francis Roy (Union de la Gauche, 29,83 %). Le taux de participation est de 51,55 % (8 335 votants sur 16 170 inscrits) contre 50,21 % au niveau départementalet 50,17 % au niveau national.
Au second tour, Marie-Henriette Beaugendre et François Bonneau (Union de la Droite) sont élus avec 56,17 % des suffrages exprimés et un taux de participation de 50,78 % (4 172 voix pour 8 210 votants et 16 169 inscrits).

#### Élections de juin 2021
Le premier tour des élections départementales de 2021 est marqué par un très faible taux de participation (33,26 % au niveau national). Dans le canton de Val de Nouère, ce taux de participation est de 33,09 % (5 296 votants sur 16 005 inscrits) contre 33,39 % au niveau départemental. À l'issue de ce premier tour, deux binômes sont en ballottage : Marie Henriette Beaugendre et François Bonneau (Union au centre et à droite, 58,6 %) et Michel Germaneau et Isabelle Moufflet (DVG, 41,4 %).
Le second tour des élections est marqué une nouvelle fois par une abstention massive équivalente au premier tour. Les taux de participation sont de 34,3 % au niveau national, 33,99 % dans le département et 33,68 % dans le canton de Val de Nouère. Marie Henriette Beaugendre et François Bonneau (Union au centre et à droite) sont élus avec 59,05 % des suffrages exprimés (3 014 voix pour 5 394 votants et 16 014 inscrits),,.

## Composition
Le canton de Val de Nouère comprenait trente communes entières à sa création.
À la suite de la fusion, au 1er janvier 2016, de Bignac et de Genac pour former la commune de Genac-Bignac, le nombre de communes descend à 29.
À la suite de la fusion, au 1er janvier 2019, d'Anville, d'Auge-Saint-Médard, de Bonneville et de Montigné pour former la commune de Val-d'Auge et  de Gourville, de Plaizac, de Rouillac et de Sonneville pour former la commune de Rouillac, le nombre de communes descend à 23.
| Nom                            | Code Insee | Intercommunalité   | Superficie (km2) | Population (dernière pop. légale) | Densité (hab./km2) | Modifier                                    |
| ------------------------------ | ---------- | ------------------ | ---------------- | --------------------------------- | ------------------ | ------------------------------------------- |
| Linars (bureau centralisateur) | 16187      | CA GrandAngoulême  | 5,97             | 2 105 (2022)                      | 353                | modifier les données · modifier les données |
| Asnières-sur-Nouère            | 16019      | CA GrandAngoulême  | 21,17            | 1 278 (2022)                      | 60                 | modifier les données · modifier les données |
| Champmillon                    | 16077      | CA du Grand Cognac | 9,51             | 525 (2022)                        | 55                 | modifier les données · modifier les données |
| Courbillac                     | 16109      | CC du Rouillacais  | 11,83            | 729 (2022)                        | 62                 | modifier les données · modifier les données |
| Douzat                         | 16121      | CC du Rouillacais  | 11,48            | 432 (2022)                        | 38                 | modifier les données · modifier les données |
| Échallat                       | 16123      | CC du Rouillacais  | 15,14            | 481 (2022)                        | 32                 | modifier les données · modifier les données |
| Genac-Bignac                   | 16148      | CC du Rouillacais  | 33,61            | 973 (2022)                        | 29                 | modifier les données · modifier les données |
| Hiersac                        | 16163      | CA du Grand Cognac | 7,36             | 1 150 (2022)                      | 156                | modifier les données · modifier les données |
| Marcillac-Lanville             | 16207      | CC du Rouillacais  | 18,41            | 509 (2022)                        | 28                 | modifier les données · modifier les données |
| Mareuil                        | 16208      | CC du Rouillacais  | 11,51            | 393 (2022)                        | 34                 | modifier les données · modifier les données |
| Marsac                         | 16210      | CA GrandAngoulême  | 13,34            | 766 (2022)                        | 57                 | modifier les données · modifier les données |
| Mons                           | 16221      | CC du Rouillacais  | 20,11            | 235 (2022)                        | 12                 | modifier les données · modifier les données |
| Moulidars                      | 16234      | CA du Grand Cognac | 17,17            | 664 (2022)                        | 39                 | modifier les données · modifier les données |
| Rouillac                       | 16286      | CC du Rouillacais  | 56,61            | 2 909 (2022)                      | 51                 | modifier les données · modifier les données |
| Saint-Amant-de-Nouère          | 16298      | CC du Rouillacais  | 11,15            | 350 (2022)                        | 31                 | modifier les données · modifier les données |
| Saint-Cybardeaux               | 16312      | CC du Rouillacais  | 21,00            | 796 (2022)                        | 38                 | modifier les données · modifier les données |
| Saint-Genis-d'Hiersac          | 16320      | CC du Rouillacais  | 19,08            | 915 (2022)                        | 48                 | modifier les données · modifier les données |
| Saint-Saturnin                 | 16348      | CA GrandAngoulême  | 13,38            | 1 273 (2022)                      | 95                 | modifier les données · modifier les données |
| Sireuil                        | 16370      | CA GrandAngoulême  | 10,01            | 1 166 (2022)                      | 116                | modifier les données · modifier les données |
| Trois-Palis                    | 16388      | CA GrandAngoulême  | 4,22             | 940 (2022)                        | 223                | modifier les données · modifier les données |
| Val-d'Auge                     | 16339      | CC du Rouillacais  | 44,52            | 795 (2022)                        | 18                 | modifier les données · modifier les données |
| Vaux-Rouillac                  | 16395      | CC du Rouillacais  | 13,37            | 295 (2022)                        | 22                 | modifier les données · modifier les données |
| Vindelle                       | 16415      | CA GrandAngoulême  | 10,93            | 1 044 (2022)                      | 96                 | modifier les données · modifier les données |
| Canton de Val de Nouère        | 1618       |                    | 400,88           | 20 723 (2022)                     | 52                 | modifier les données                        |

## Démographie
En 2022, le canton comptait 20 723 habitants, en évolution de −1,49 % par rapport à 2016 (Charente : −0,48 %, France hors Mayotte : +2,11 %).
| 2013   | 2018   | 2022   |
| ------ | ------ | ------ |
| 20 883 | 20 981 | 20 723 |